# Mortes em novembro de 2022
Mortes em 2022: ← Janeiro – Fevereiro – Março – Abril – Maio – Junho – Julho – Agosto – Setembro – Outubro – Novembro – Dezembro →
Esta é uma relação de pessoas notáveis que morreram durante o mês de novembro em 2022, listando nome, nacionalidade, ocupação e ano de nascimento.

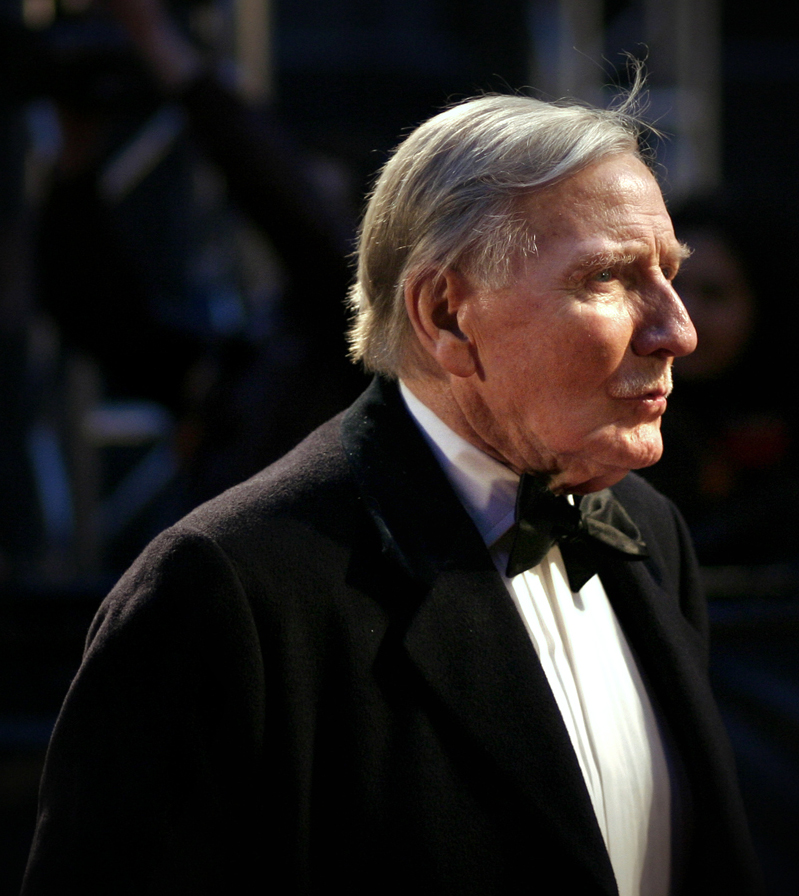
Leslie Phillips, ator britânico.

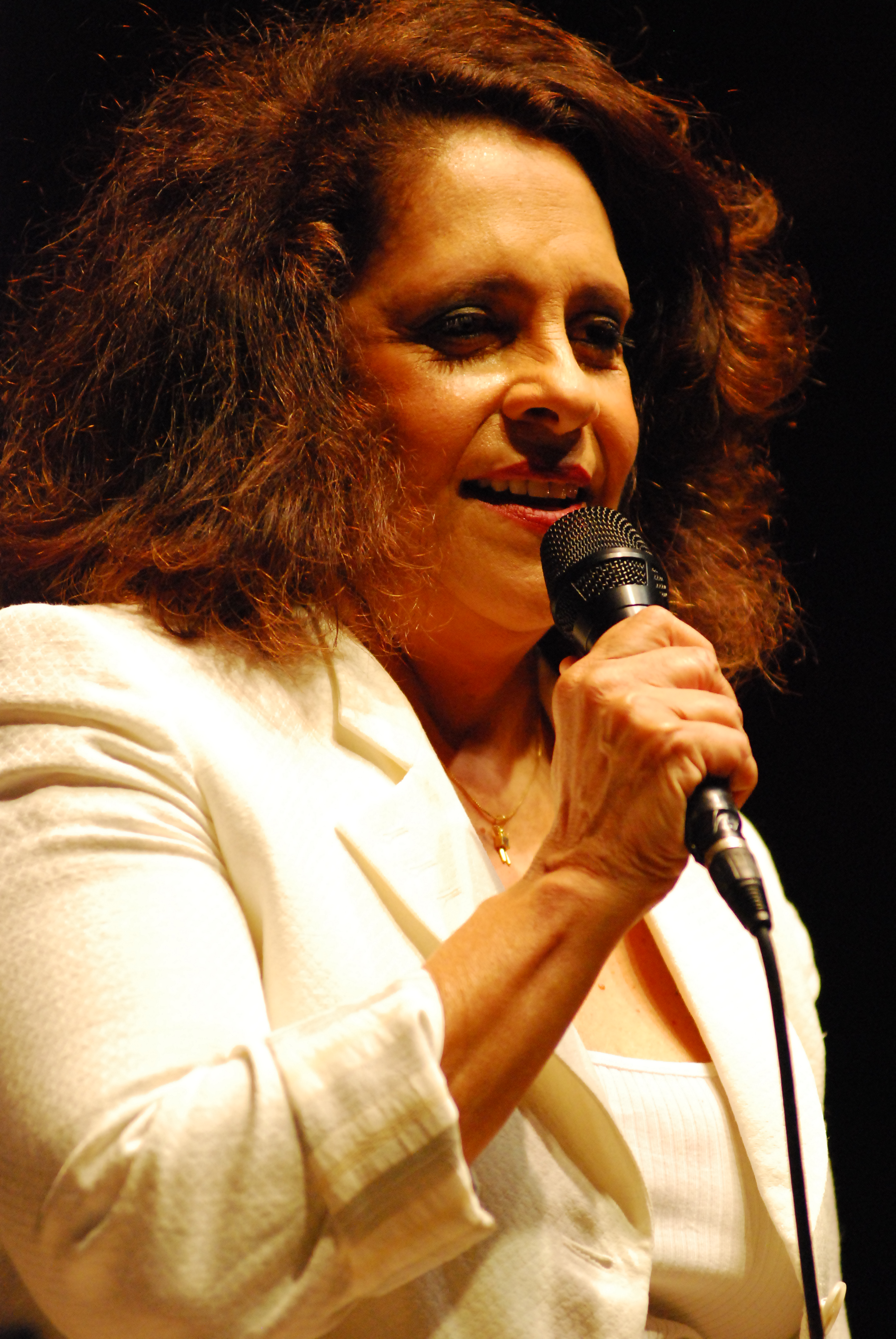
Gal Costa, cantora brasileira.

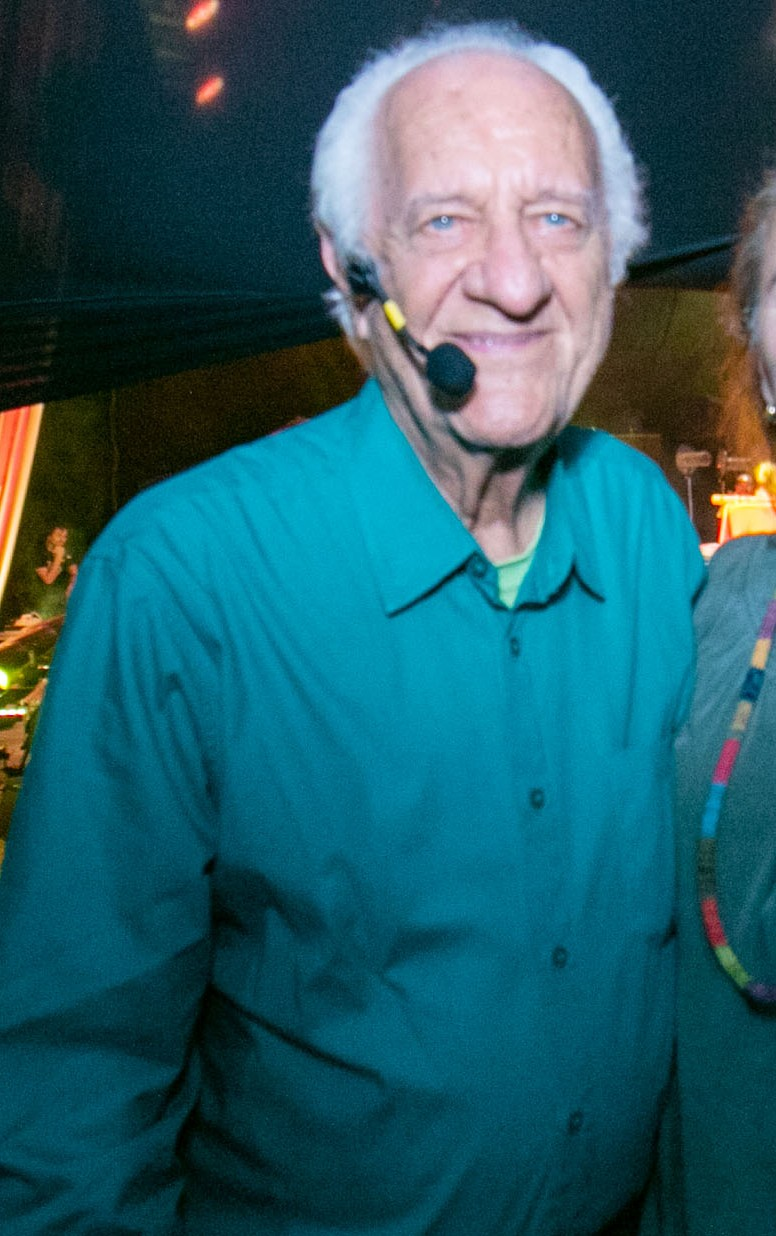
Rolando Boldrin, compositor, cantor e apresentador brasileiro.

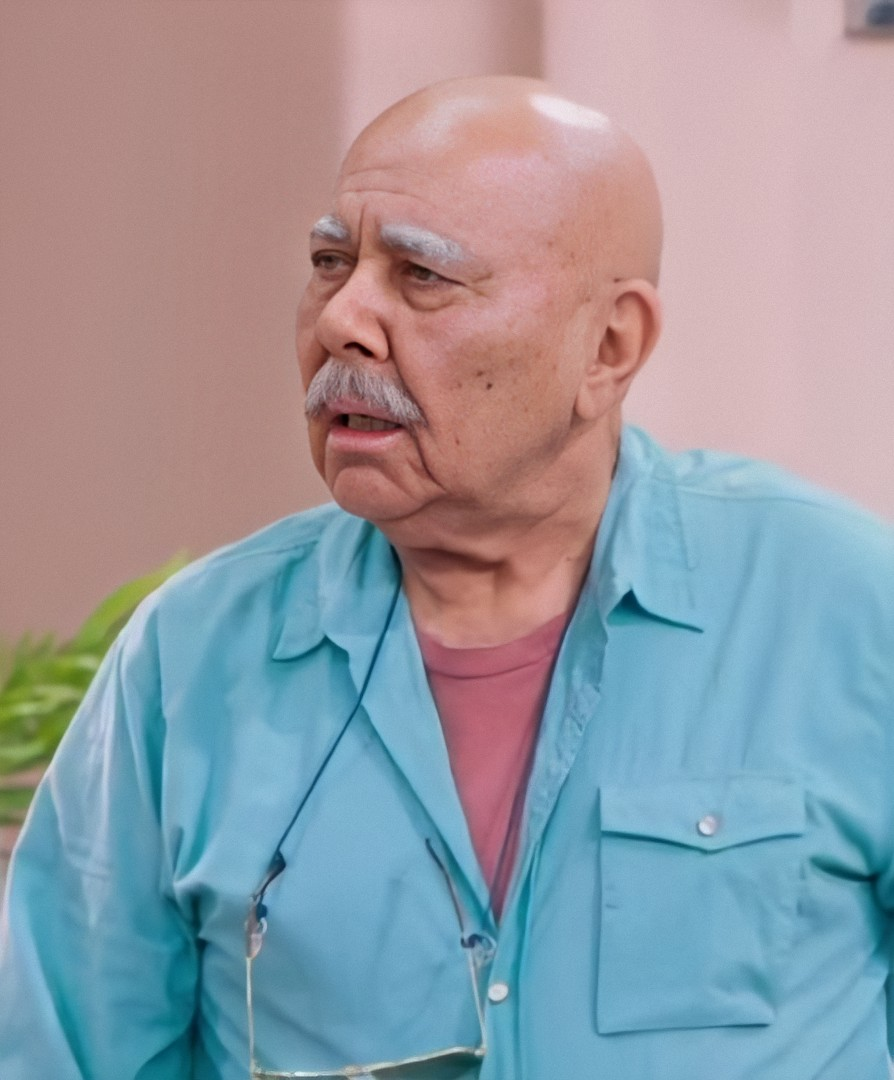
Roberto Guilherme, ator e humorista brasileiro.

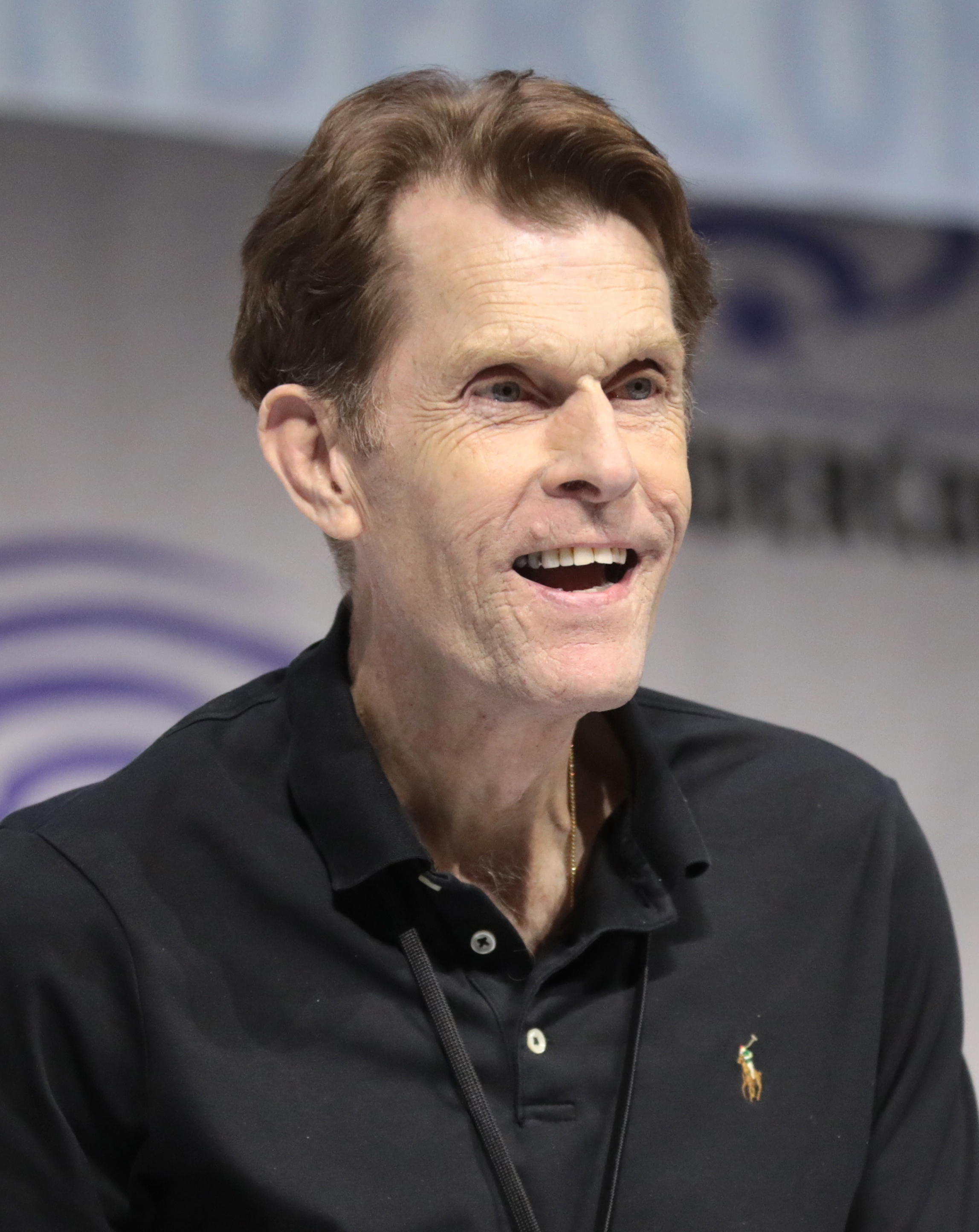
Kevin Conroy, ator e dublador estadounidense.

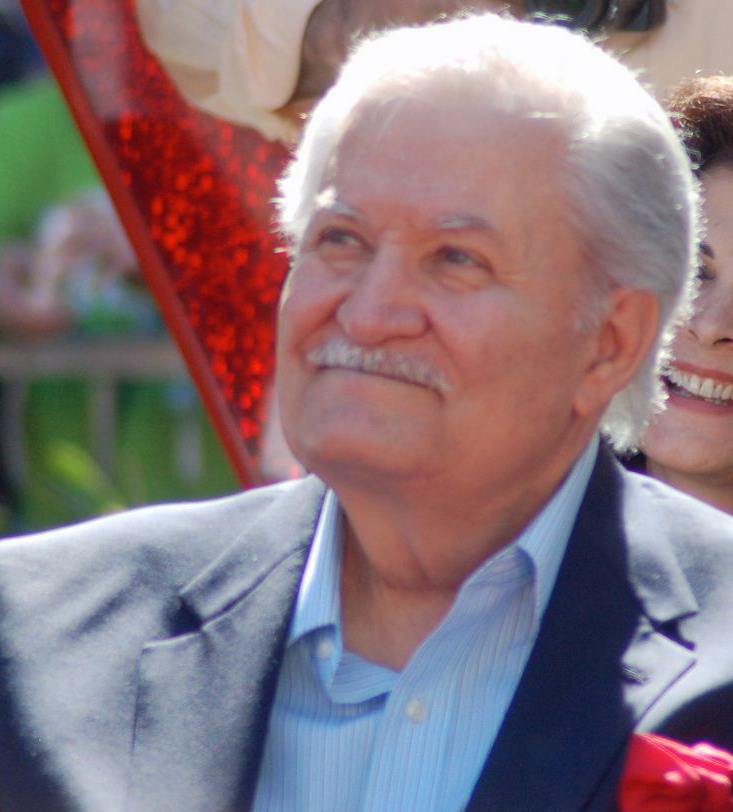
John Aniston, ator grego-americano.

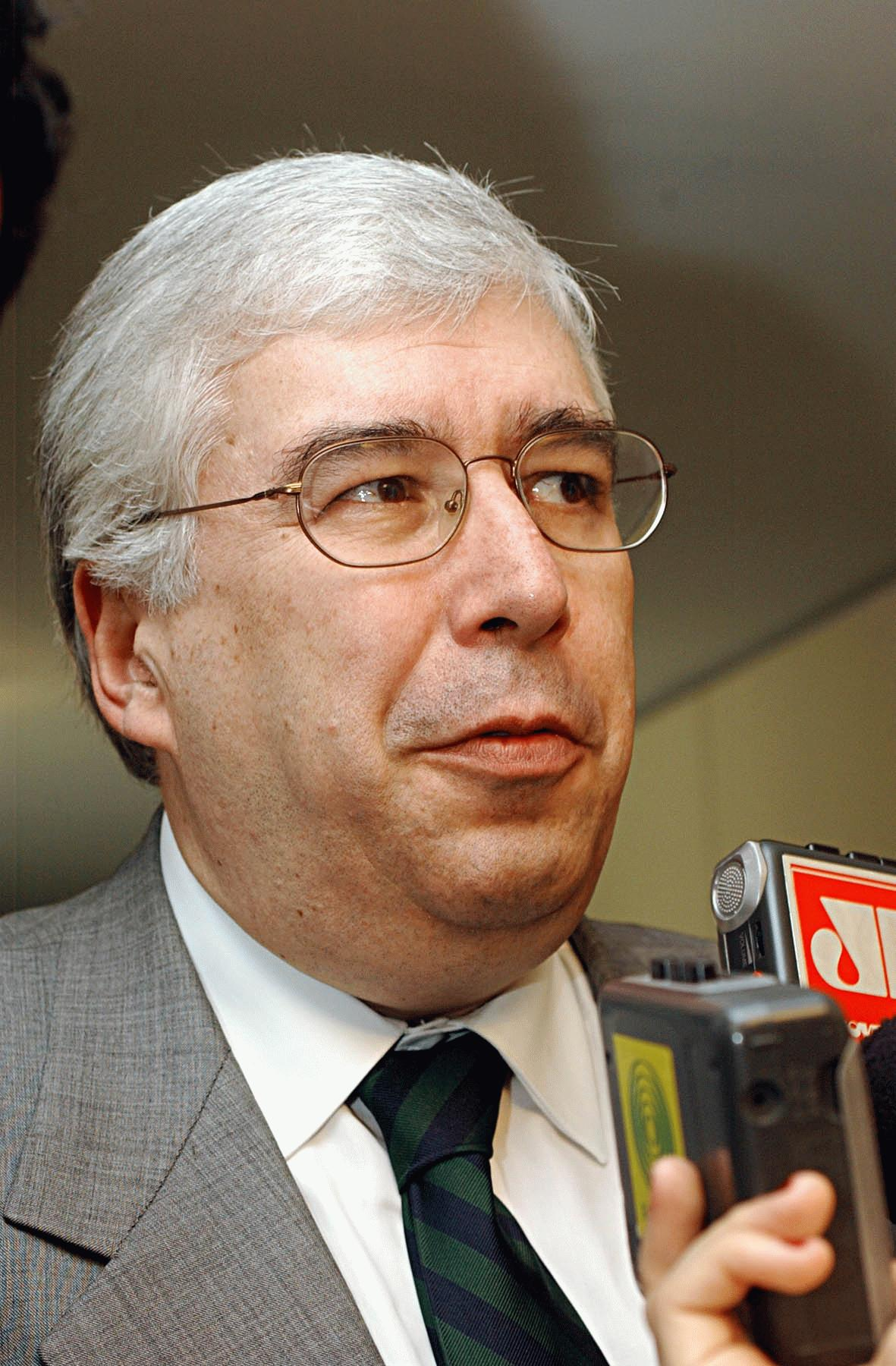
Luiz Antônio Fleury Filho, jurista e político brasileiro.

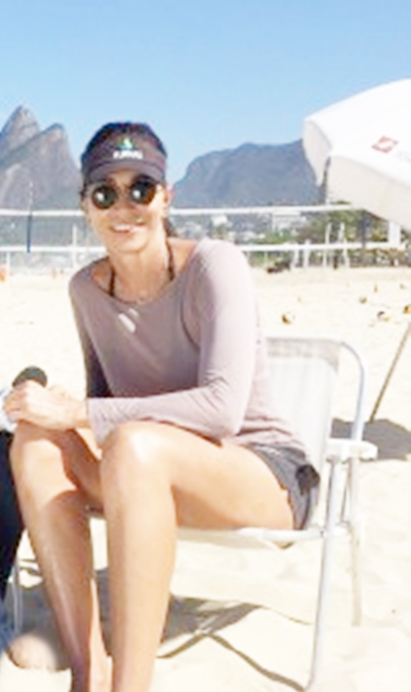
Isabel Salgado, voleibolista brasileira.

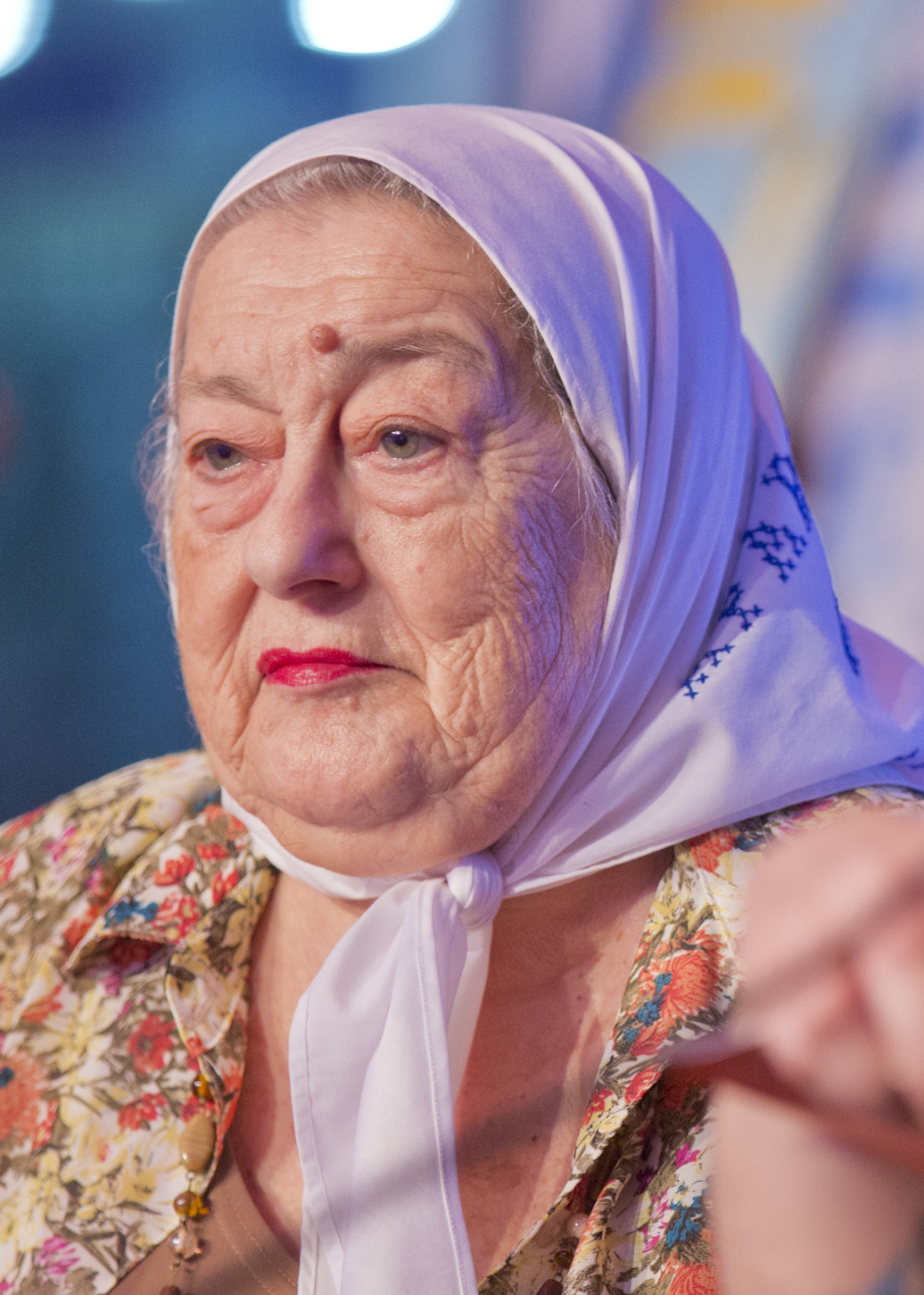
Hebe de Bonafini, ativista argentina.

Erasmo Carlos, cantor brasileiro.

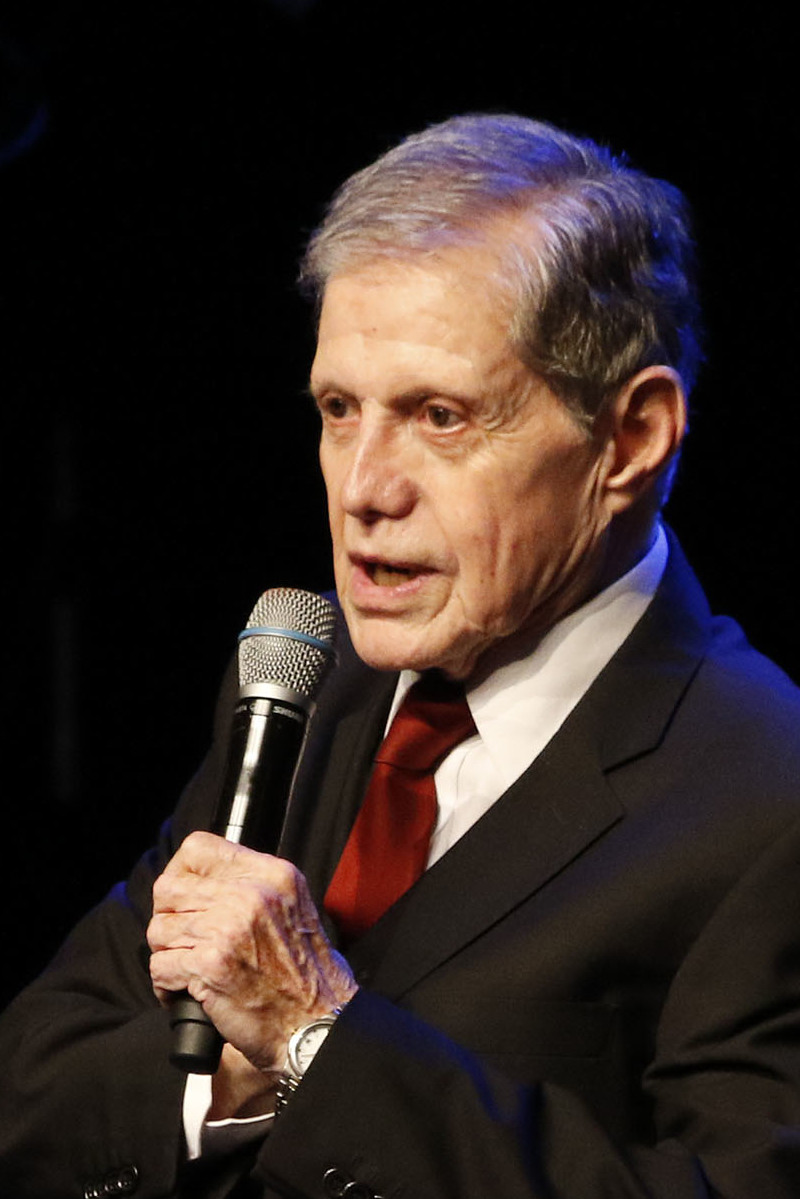
Héctor Bonilla, ator mexicano.

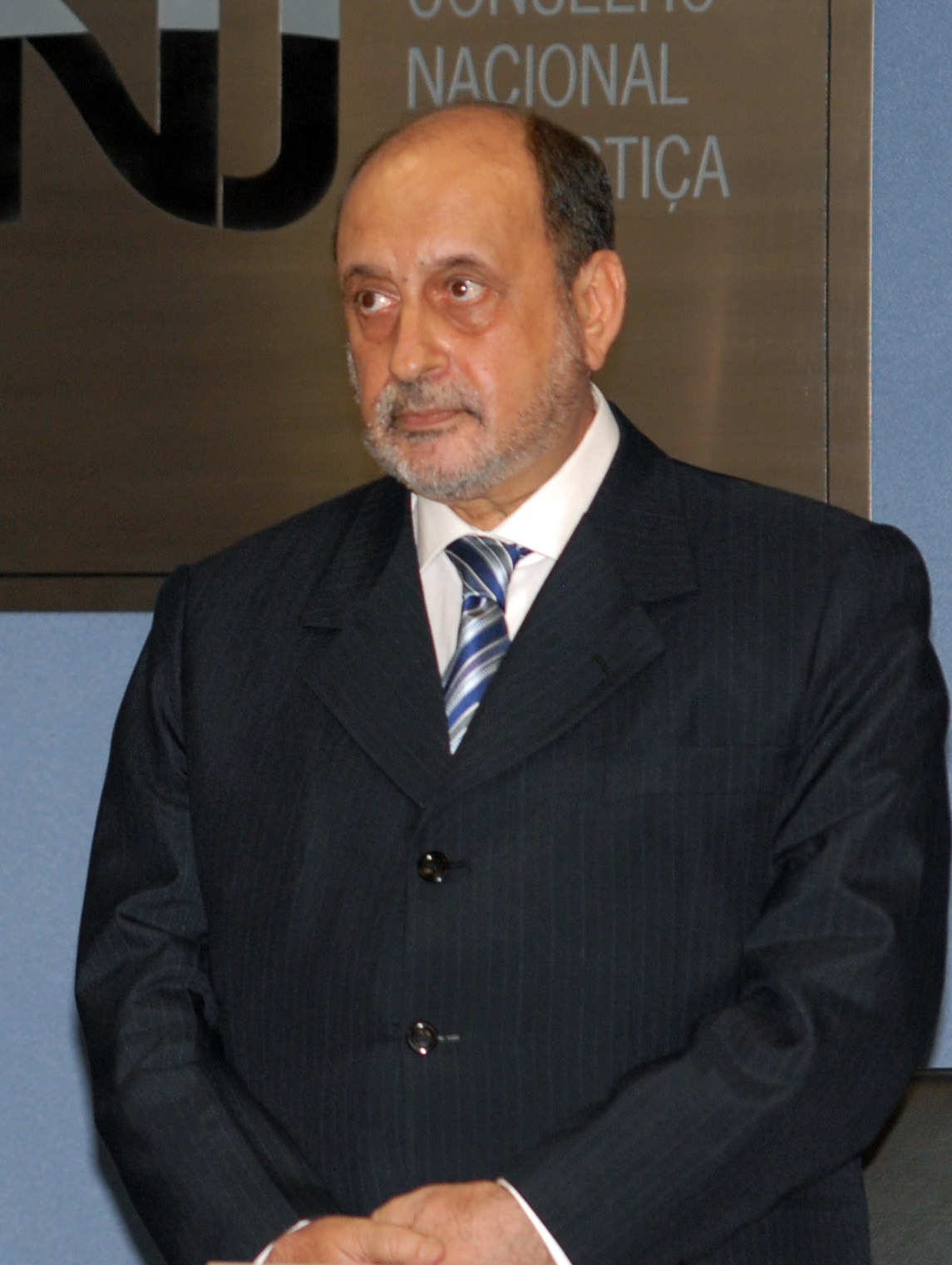
Gilson Dipp, jurista e magistrado brasileiro.

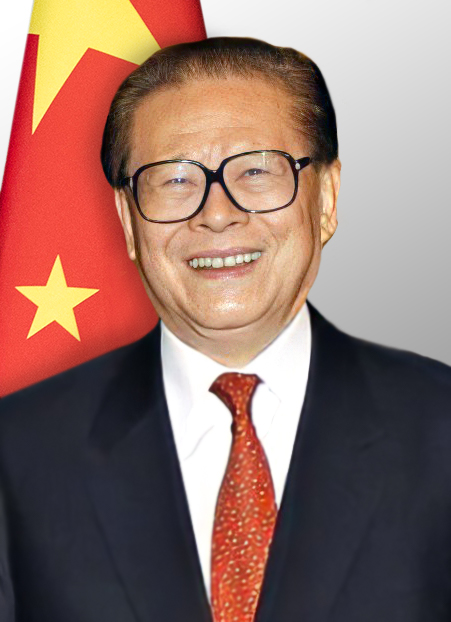
Jiang Zemin, ex-presidente da China.

Irene Cara, cantora e atriz estadunidense.

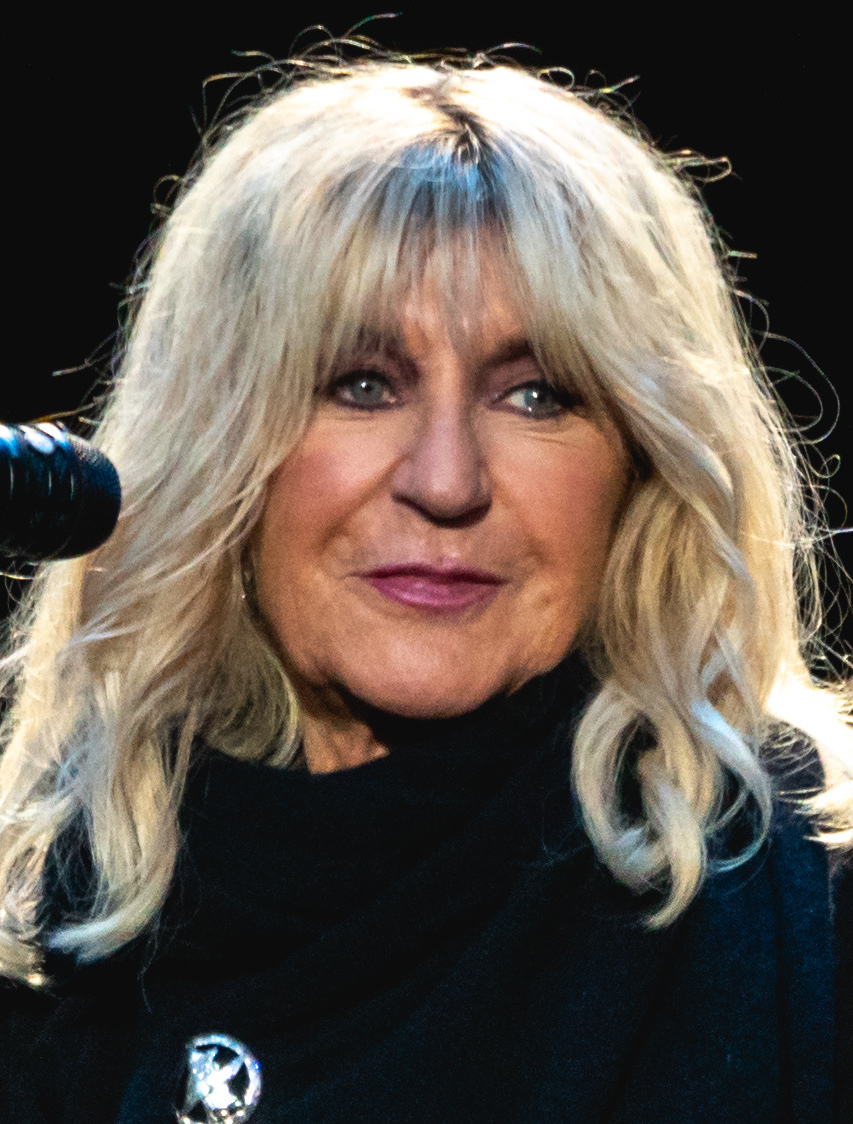
Christine McVie, cantora, compositora e tecladista britânica.

| Dia | Nome                         | Profissão ou motivo de reconhecimento          | Nacionalidade                 | Nasc. | Ref     |  |
| --- | ---------------------------- | ---------------------------------------------- | ----------------------------- | ----- | ------- |  |
| 1   | Takeoff                      | Rapper                                         | Estados Unidos                | 1994  | [ 1 ]   |  |
| 1   | Jorge Uequed                 | Político                                       | Brasil                        | 1942  | [ 2 ]   |  |
| 2   | Marcos Tito                  | Advogado e político                            | Brasil                        | 1940  | [ 3 ]   |  |
| 2   | Ron Watts                    | Basquetebolista                                | Estados Unidos                | 1943  | [ 4 ]   |  |
| 2   | Mário de Moura               | Editor                                         | Portugal                      | 1924  | [ 5 ]   |  |
| 3   | Ray Guy                      | Jogador de futebol americano                   | Estados Unidos                | 1949  | [ 6 ]   |  |
| 3   | Bernardo Moreira             | Músico de jazz                                 | Portugal                      | 1932  | [ 7 ]   |  |
| 4   | Paulo Jobim                  | Músico                                         | Brasil                        | 1950  | [ 8 ]   |  |
| 4   | Daniel Batalha Henriques     | Prelado                                        | Portugal                      | 1966  | [ 9 ]   |  |
| 4   | Bill Sheffield               | Político                                       | Estados Unidos                | 1928  | [ 10 ]  |  |
| 4   | Nicole Josy                  | Cantora                                        | Bélgica                       | 1946  | [ 11 ]  |  |
| 4   | Iso Moreira                  | Político                                       | Brasil                        | 1947  | [ 12 ]  |  |
| 4   | Dave Butz                    | Jogador de futebol americano                   | Estados Unidos                | 1950  | [ 13 ]  |  |
| 5   | Aaron Carter                 | Músico e ator                                  | Estados Unidos                | 1987  | [ 14 ]  |  |
| 5   | Herch Moysés Nussenzveig     | Físico                                         | Brasil                        | 1933  | [ 15 ]  |  |
| 5   | Jeremy Davies                | Padre                                          | Reino Unido                   | 1935  | [ 16 ]  |  |
| 6   | Guilherme de Pádua           | Ator e criminoso                               | Brasil                        | 1969  | [ 17 ]  |  |
| 6   | Edward Prescott              | Economista                                     | Estados Unidos                | 1940  | [ 18 ]  |  |
| 6   | Geraldo Nascimento           | Prelado                                        | Brasil                        | 1936  | [ 19 ]  |  |
| 6   | Carlo Galli                  | Futebolista                                    | Itália                        | 1931  | [ 20 ]  |  |
| 7   | Crisóstomo II do Chipre      | Arcebispo                                      | Chipre                        | 1941  | [ 21 ]  |  |
| 7   | Kevin O'Neill                | Quadrinista                                    | Reino Unido                   | 1953  | [ 22 ]  |  |
| 7   | Bebeto Alves                 | Cantor e compositor                            | Brasil                        | 1954  | [ 23 ]  |  |
| 7   | Leslie Phillips              | Ator                                           | Reino Unido                   | 1924  | [ 24 ]  |  |
| 7   | Héctor Sabatino Cardelli     | Bispo                                          | Argentina                     | 1941  | [ 25 ]  |  |
| 7   | Michael Butler               | Produtor de teatro                             | Estados Unidos                | 1926  | [ 26 ]  |  |
| 8   | Dan McCafferty               | Cantor                                         | Reino Unido                   | 1946  | [ 27 ]  |  |
| 8   | Mario Joseph Conti           | Prelado                                        | Reino Unido                   | 1934  | [ 28 ]  |  |
| 8   | Claes-Göran Hederström       | Cantor                                         | Suécia                        | 1945  | [ 29 ]  |  |
| 8   | Maurice Karnaugh             | Físico                                         | Estados Unidos                | 1924  | [ 30 ]  |  |
| 9   | Carlos Pacheco               | Artista de banda desenhada                     | Espanha                       | 1961  | [ 31 ]  |  |
| 9   | Gal Costa                    | Cantora                                        | Brasil                        | 1945  | [ 32 ]  |  |
| 9   | Rolando Boldrin              | Cantor, compositor, ator e apresentador de TV  | Brasil                        | 1936  | [ 33 ]  |  |
| 9   | Hans-Joachim Klein           | Escritor e terrorista                          | Alemanha                      | 1947  | [ 34 ]  |  |
| 9   | Bao Tong                     | Escritor e ativista                            | China                         | 1932  | [ 35 ]  |  |
| 10  | Roberto Guilherme            | Ator e humorista                               | Brasil                        | 1938  | [ 36 ]  |  |
| 10  | Juan Carlos Orellana         | Futebolista                                    | Chile                         | 1955  | [ 37 ]  |  |
| 10  | Kevin Conroy                 | Ator e dublador                                | Estados Unidos                | 1955  | [ 38 ]  |  |
| 10  | Nik Turner                   | Músico                                         | Reino Unido                   | 1940  | [ 39 ]  |  |
| 10  | Luigi Bartesaghi             | Ciclista                                       | Canadá/ Itália                | 1932  | [ 40 ]  |  |
| 10  | Alfredo Torres               | Futebolista                                    | México                        | 1931  | [ 41 ]  |  |
| 10  | Gil Teixeira Lopes           | Pintor e professor                             | Portugal                      | 1936  | [ 42 ]  |  |
| 11  | Sven-Bertil Taube            | Cantor e ator                                  | Suécia                        | 1934  | [ 43 ]  |  |
| 11  | Keith Levene                 | Músico                                         | Reino Unido                   | 1957  | [ 44 ]  |  |
| 11  | John Aniston                 | Ator                                           | Grécia/ Estados Unidos        | 1933  | [ 45 ]  |  |
| 11  | Joan Vila i Grau             | Pintor                                         | Espanha                       | 1932  | [ 46 ]  |  |
| 11  | Paul J. J. Welfens           | Economista e professor                         | Alemanha                      | 1957  | [ 47 ]  |  |
| 11  | José da Luz Pereira          | Agricultor                                     | Portugal                      | 1945  | [ 48 ]  |  |
| 12  | Mehran Karimi Nasseri        | Refugiado                                      | Irão                          | 1945  | [ 49 ]  |  |
| 13  | Anthony Johnson              | Lutador de artes marciais mistas               | Estados Unidos                | 1984  | [ 50 ]  |  |
| 14  | Virginia McLaurin            | Ativista e supercentenária                     | Estados Unidos                | 1909  | [ 51 ]  |  |
| 15  | Luiz Antônio Fleury Filho    | Jurista e político, ex-governador de São Paulo | Brasil                        | 1949  | [ 52 ]  |  |
| 15  | Maria Adelina                | Atriz                                          | Portugal                      | 1930  | [ 53 ]  |  |
| 16  | Isabel Salgado               | Voleibolista                                   | Brasil                        | 1960  | [ 54 ]  |  |
| 16  | Francisco Laranjo            | Artista plástico                               | Portugal                      | 1955  | [ 55 ]  |  |
| 16  | Gerhard Rodax                | Futebolista                                    | Áustria                       | 1965  | [ 56 ]  |  |
| 16  | Lizette Negreiros            | Atriz                                          | Brasil                        | 1940  | [ 57 ]  |  |
| 16  | Nicki Aycox                  | Atriz e música                                 | Estados Unidos                | 1975  | [ 58 ]  |  |
| 17  | Aleksandr Gorshkov           | Patinador artístico e dirigente esportivo      | Rússia/ União Soviética       | 1946  | [ 59 ]  |  |
| 17  | Azio Corghi                  | Compositor                                     | Itália                        | 1937  | [ 60 ]  |  |
| 17  | Fred Brooks                  | Cientista da computação                        | Estados Unidos                | 1931  | [ 61 ]  |  |
| 17  | Staughton Lynd               | Ativista e professor                           | Estados Unidos                | 1929  | [ 62 ]  |  |
| 17  | Irineu Sílvio Wilges         | Prelado                                        | Brasil                        | 1936  | [ 63 ]  |  |
| 18  | Richard Johnstone            | Ciclista                                       | Nova Zelândia                 | 1936  | [ 64 ]  |  |
| 18  | Nagrelha                     | Cantor                                         | Angola                        | 1986  | [ 65 ]  |  |
| 19  | Nico Fidenco                 | Cantor e compositor                            | Itália                        | 1933  | [ 66 ]  |  |
| 19  | Jason David Frank            | Ator e lutador de MMA                          | Estados Unidos                | 1973  | [ 67 ]  |  |
| 20  | Hebe de Bonafini             | Ativista                                       | Argentina                     | 1928  | [ 68 ]  |  |
| 20  | Mickey Kuhn                  | Ator                                           | Estados Unidos                | 1932  | [ 69 ]  |  |
| 21  | Kálmán Mészöly               | Futebolista                                    | Hungria                       | 1941  | [ 70 ]  |  |
| 21  | Reinaldo del Prette          | Prelado                                        | Venezuela                     | 1952  | [ 71 ]  |  |
| 22  | Pablo Milanés                | Músico                                         | Cuba                          | 1943  | [ 72 ]  |  |
| 22  | Erasmo Carlos                | Músico                                         | Brasil                        | 1941  | [ 73 ]  |  |
| 22  | Cecilia Suyat Marshall       | Ativista                                       | Estados Unidos                | 1928  | [ 74 ]  |  |
| 22  | José Manuel Duarte Cendán    | Político                                       | Espanha                       | 1936  | [ 75 ]  |  |
| 23  | David Johnson                | Futebolista                                    | Reino Unido                   | 1951  | [ 76 ]  |  |
| 23  | António da Cunha Telles      | Produtor e realizador                          | Portugal                      | 1935  | [ 77 ]  |  |
| 23  | José Ruy                     | Autor de banda desenhada                       | Portugal                      | 1930  | [ 78 ]  |  |
| 24  | Hans Magnus Enzensberger     | Escritor                                       | Alemanha                      | 1929  | [ 79 ]  |  |
| 24  | Issei Sagawa                 | Canibal                                        | Japão                         | 1949  | [ 80 ]  |  |
| 25  | Héctor Bonilla               | Ator                                           | México                        | 1939  | [ 81 ]  |  |
| 25  | Maria de Lourdes Resende     | Cantora                                        | Portugal                      | 1927  | [ 82 ]  |  |
| 25  | Irene Cara                   | Cantora, compositora, atriz                    | Estados Unidos                | 1959  | [ 83 ]  |  |
| 26  | Fernando Mendes Soares Gomes | Futebolista                                    | Portugal                      | 1956  | [ 84 ]  |  |
| 26  | Rochelle Costi               | Fotógrafa e artista plástica                   | Brasil                        | 1961  | [ 85 ]  |  |
| 27  | Maurice Norman               | Futebolista                                    | Reino Unido                   | 1934  | [ 86 ]  |  |
| 27  | Richard Kuuia Baawobr        | Cardeal                                        | Gana                          | 1959  | [ 87 ]  |  |
| 28  | Gilson Dipp                  | Jurista e magistrado                           | Brasil                        | 1944  | [ 88 ]  |  |
| 28  | Ana Esmeralda                | Atriz e bailarina                              | Brasil/ Espanha               | 1928  | [ 89 ]  |  |
| 28  | Jean Calder                  | Humanitária                                    | Austrália                     | 1937  | [ 90 ]  |  |
| 28  | Ramsay MacMullen             | Historiador e professor                        | Estados Unidos                | 1928  | [ 91 ]  |  |
| 28  | Galit Burg                   | Cantora                                        | Israel                        | 1968  | [ 92 ]  |  |
| 29  | Brad William Henke           | Ator e jogador de futebol americano            | Estados Unidos                | 1966  | [93]    |  |
| 29  | Antônio Soares Dias          | Político                                       | Brasil                        | 1945  | [ 93 ]  |  |
| 30  | Jiang Zemin                  | Político, ex-presidente                        | China                         | 1926  | [ 94 ]  |  |
| 30  | Davide Rebellin              | Ciclista                                       | Itália                        | 1971  | [ 95 ]  |  |
| 30  | Christine McVie              | Cantora, compositora e tecladista              | Reino Unido                   | 1943  | [ 96 ]  |  |
| 30  | Murray Halberg               | Atleta                                         | Nova Zelândia                 | 1933  | [ 97 ]  |  |
| 30  | Ray Nelson                   | Cartunista e autor                             | Estados Unidos                | 1931  | [ 98 ]  |  |
| 30  | Johnson Semedo               | Treinador de futsal e ativista                 | Portugal/ São Tomé e Príncipe | 1972  | [ 99 ]  |  |
| 30  | Zamorita                     | Dançarino e apresentador                       | México/ Cuba                  | 1928  | [ 100 ] |  |
| 30  | Shirley Meredeen             | Jornalista e ativista                          | Estados Unidos                | 1930  | [ 101 ] |  |